# Mateusz Mika

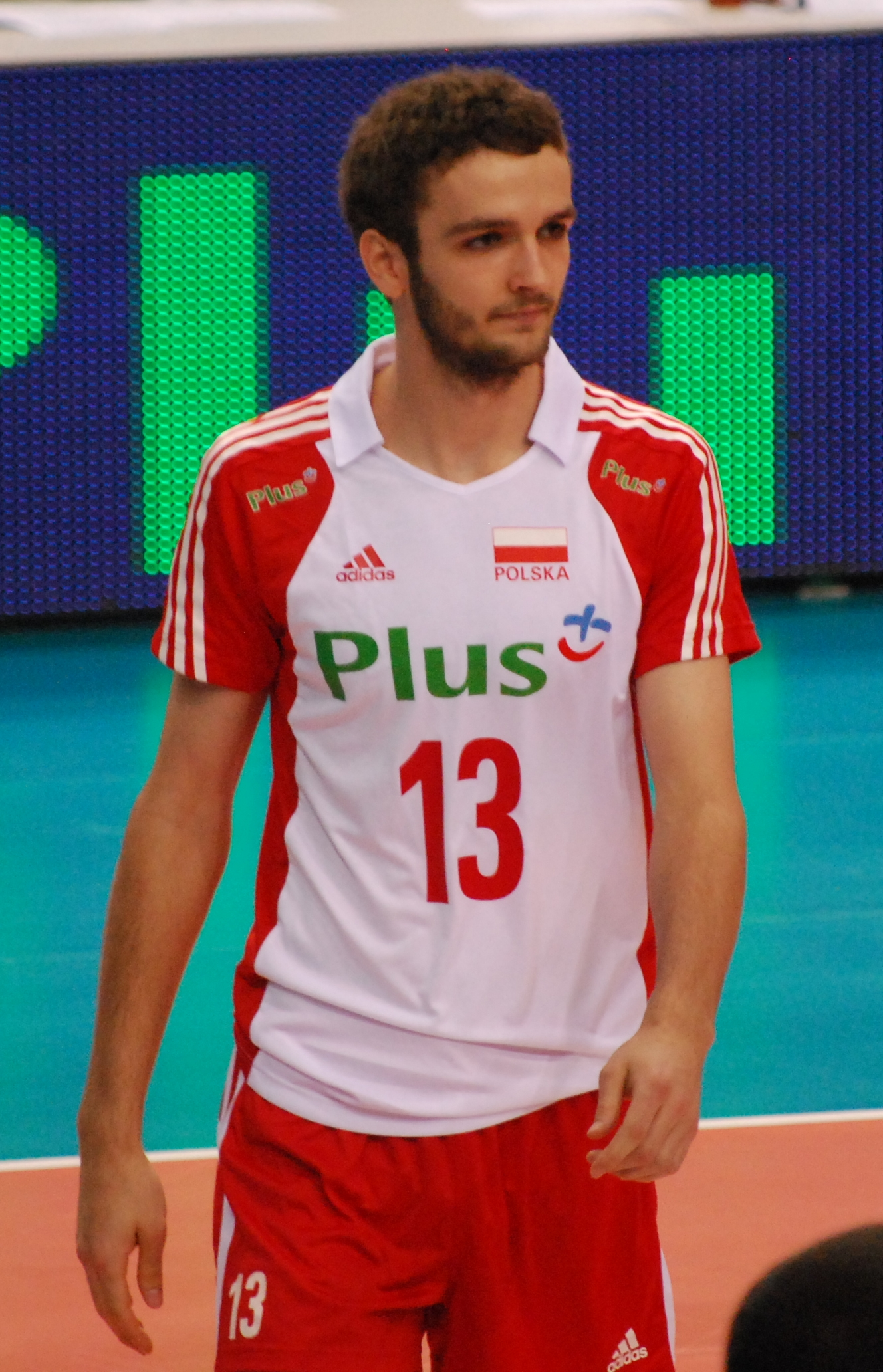
Mateusz Mika reprezentantem Polski w 2010 roku

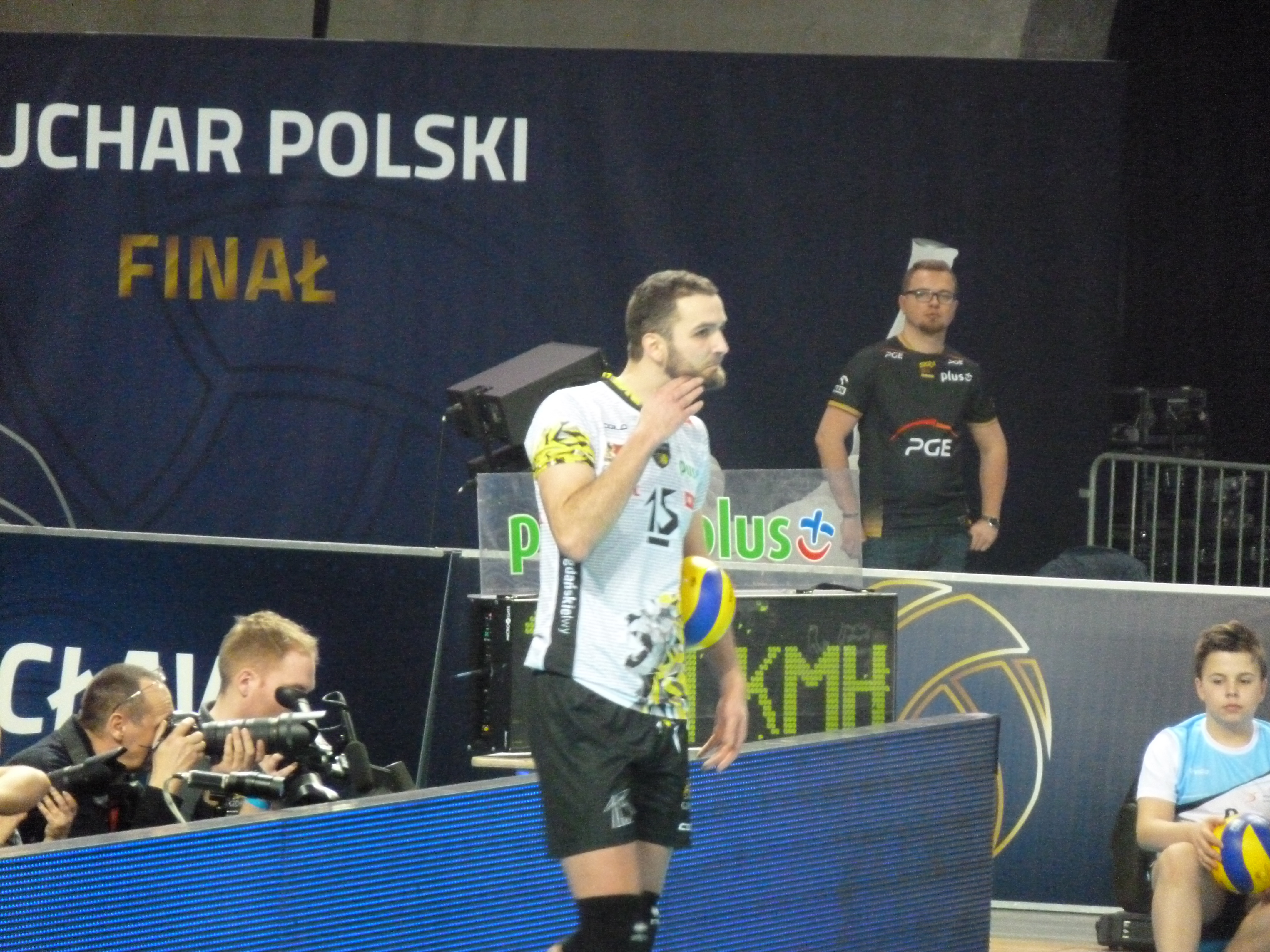
Mateusz Mika zawodnikiem Lotosu Trefl Gdańsk w sezonie 2017/2018

Mateusz Włodzimierz Mika (ur. 21 stycznia 1991 w Kobiernicach) – polski siatkarz, grający na pozycji przyjmującego. Reprezentant Polski kadetów i juniorów (w latach 2007–2010).
W czerwcu 2023 roku poślubił swoją wieloletnią partnerką Kingę Kostur.

## Życiorys
Mika to wychowanek Hejnału Kęty, przez ostatnie sezony uczący się w Szkole Mistrzostwa Sportowego w Spale. 28 maja 2009 związał się 4-letnią umową z Asseco Resovią. Jego dotychczasowym największym sukcesem jest zdobycie z reprezentacją Polski tytułu mistrza świata w piłce siatkowej mężczyzn na turnieju w Polsce w 2014 r.
17 marca 2010 otrzymał powołanie od Daniela Castellaniego do Kadry Polski na Ligę Światową 2010. 29 maja 2010 zadebiutował w kadrze Polski w meczu towarzyskim z Francją.
Podczas treningu w klubie Trefla Gdańsk w grudniu 2020 roku zerwał więzadło krzyżowe w prawym kolanie.

## Kariera klubowa
| Kariera juniorska         | Kariera juniorska                | Kariera juniorska | Kariera juniorska | Kariera juniorska | Kariera juniorska | Kariera juniorska | Kariera juniorska | Kariera juniorska | Kariera juniorska | Kariera juniorska |
| ------------------------- | -------------------------------- | ----------------- | ----------------- | ----------------- | ----------------- | ----------------- | ----------------- | ----------------- | ----------------- | ----------------- |
| Lata                      | Klub                             |                   |                   |                   |                   |                   |                   |                   |                   |                   |
|                           | Hejnał Kęty                      |                   |                   |                   |                   |                   |                   |                   |                   |                   |
| 2006–2009                 | SMS PZPS Spała                   |                   |                   |                   |                   |                   |                   |                   |                   |                   |
| Kariera seniorska         |                                  |                   |                   |                   |                   |                   |                   |                   |                   |                   |
| Lata                      | Klub                             |                   |                   |                   |                   |                   |                   |                   |                   |                   |
| 2009–2012                 | Asseco Resovia Rzeszów           |                   |                   |                   |                   |                   |                   |                   |                   |                   |
| 2012–2013                 | Lotos Trefl Gdańsk (wypożyczony) |                   |                   |                   |                   |                   |                   |                   |                   |                   |
| 2013–2014                 | Montpellier UC (wypożyczony)     |                   |                   |                   |                   |                   |                   |                   |                   |                   |
| 2014–2018                 | Lotos Trefl Gdańsk               |                   |                   |                   |                   |                   |                   |                   |                   |                   |
| 2018–2019                 | Asseco Resovia Rzeszów           |                   |                   |                   |                   |                   |                   |                   |                   |                   |
| 2019–2020                 | Indykpol AZS Olsztyn             |                   |                   |                   |                   |                   |                   |                   |                   |                   |
| 2020–2022                 | Trefl Gdańsk                     |                   |                   |                   |                   |                   |                   |                   |                   |                   |
| 2022–2023                 | Türşad                           |                   |                   |                   |                   |                   |                   |                   |                   |                   |
| 2023–2023 (do 15.12.2023) | PGE GiEK Skra Bełchatów          |                   |                   |                   |                   |                   |                   |                   |                   |                   |

## Sukcesy klubowe

### młodzieżowe
Turniej Nadziei Olimpijskich Milicz:
- 2006

Ogólnopolska Olimpiada Młodzieży:
- 2008
- 2007

### seniorskie
Mistrzostwo Polski:
- 2012
- 2015
- 2010, 2011, 2018

Mistrzostwo Młodej Ligi:
- 2011

Puchar Polski:
- 2015, 2018

Superpuchar Polski:
- 2015

## Sukcesy reprezentacyjne
Turniej mini-kadetów EEVZA Krosno:
- 2006

Turniej EEVZA Daugavpilis:
- 2006

Mistrzostwa Europy Kadetów:
- 2007

Mistrzostwa Europy:
- 2011

Mistrzostwa Świata
- 2014

Puchar Świata
- 2015

## Nagrody indywidualne
- 2015: MVP turnieju finałowego Pucharu Polski
- 2015: MVP Superpucharu Polski
- 2018: Najlepszy przyjmujący turnieju finałowego Pucharu Polski

## Odznaczenia
- Złoty Krzyż Zasługi – 23 października 2014[5].